# Michael Raymond-James
Michael Raymond-James, nato Michael Weverstad (Detroit, 24 dicembre 1977) è un attore statunitense.

## Biografia
Nato a Detroit, in Michigan, studia recitazione presso il Lee Strasberg Theatre Institute di New York. Dopo alcuni lavori televisivi, tra cui un episodio di CSI - Scena del crimine, debutta al cinema nel 2005 nel cortometraggio The Fix, dove recita al fianco di Robert Patrick, successivamente prende parte al film indipendente Moonlight Serenate di Giancarlo Tallarico.
Partecipa come guest star a varie serie televisive, Boston Legal, Medium, Life e E.R. - Medici in prima linea. Nel 2006 recita nel drammatico Black Snake Moan, il cui cast comprende Samuel L. Jackson, Christina Ricci e Justin Timberlake. Acquista visibilità grazie al ruolo di Rene Lenier nella prima stagione di True Blood.
Nel 2010 è protagonista, al fianco di Donal Logue, della serie televisiva Terriers  - Cani sciolti, cancellata dopo la messa in onda della prima stagione.
Nell'ottobre 2012 ha fatto la sua prima apparizione nella serie televisiva fantasy C'era una volta trasmessa dalla ABC, nel ruolo di Neal Cassidy / Baelfire, il padre biologico di Henry Mills, ruolo che ha interpretato fino al 2016.

## Filmografia

### Cinema
- Black Snake Moan, regia di Craig Brewer (2007)
- The Twenty, regia di Chopper Bernet (2009)
- Moonlight Serenate, regia di Giancarlo Tallarico (2009)
- Darnell Dawkins: Mouth Guitar Legend, regia di Clayne Crawford (2010)
- Jack Reacher - La prova decisiva (Jack Reacher), regia di Christopher McQuarrie (2012)
- Road to Paloma, regia di Jason Momoa (2014)
- The Salvation, regia di Kristian Levring (2014)
- L'ultima tempesta (The Finest Hours), regia di Craig Gillespie (2016)
- Carter & June, regia di Nicholas Kalikow (2017)
- Sweet Girl, regia di Brian Andrew Mendoza (2021)

### Televisione
- Hack – serie TV, episodio 1x06 (2002)
- Line of Fire – serie TV, episodio 1x02 (2003)
- The Handler – serie TV, episodio 1x11 (2003)
- North Shore – serie TV, episodio 1x04 (2004)
- E.R. - Medici in prima linea (ER) – serie TV, episodi 11x03-15x12-15x15 (2004-2009)
- CSI - Scena del crimine (CSI: Crime Scene Investigation) – serie TV, episodio 5x14 (2005)
- Boston Legal – serie TV, episodio 2x22 (2006)
- Medium – serie TV, episodio 3x05 (2006)
- The Line-Up, regia di John Dahl – film TV (2007)
- True Blood – serie TV, 14 episodi (2008-2011)
- Life – serie TV, episodio 2x11 (2009)
- Cold Case - Delitti irrisolti (Cold Case) – serie TV, episodio 6x16 (2009)
- Lie to Me – serie TV, episodio 2x01 (2009)
- Last of the Ninth, regia di Carl Franklin – film TV (2009)
- Saving Grace – serie TV, episodio 3x12 (2010)
- Terriers - Cani sciolti (Terriers) – serie TV, 13 episodi (2010)
- Law & Order - Unità vittime speciali (Law & Order: Special Victims Unit) – serie TV, episodio 12x24 (2011)
- The Walking Dead – serie TV, episodi 2x08-2x09 (2012)
- Midnight Sun, regia di Brad Anderson – film TV (2012)
- C'era una volta (Once Upon a Time) – serie TV, 30 episodi (2012-2014; 2016)
- Sons of Liberty - Ribelli per la libertà (Sons of Liberty) – miniserie TV, 3 episodi (2015)
- Game of Silence – serie TV, 10 episodi (2016)
- Lethal Weapon – serie TV, episodio 1x05 (2016)
- Frontiera (Frontier) – serie TV, 4 episodi (2018)
- Tell Me a Story – serie TV, 6 episodi (2018)
- Gone Hollywood – film TV (2019)
- Prodigal Son – serie TV, 3 episodi (2019-2020)
- Billions – serie TV, 3 episodi (2019-2020)
- Big Sky – serie TV, 4 episodi (2021)
- Law & Order: Organized Crime – serie TV, 8 episodi (2021)
- See – serie TV, 8 episodi (2022)
- Godfather of Harlem – serie TV, 10 episodi (2023)
- FBI: Most Wanted - serie TV, 7 episodi (2024-2025)

## Doppiatori italiani
Nelle versioni in italiano delle opere in cui ha recitato, Michael Raymond-James è stato doppiato da:
- Christian Iansante in C'era una volta, The Salvation, L'ultima tempesta
- Mauro Gravina in Terriers - Cani sciolti, Law & Order - Unità vittime speciali
- Fabrizio Vidale in Sons of Liberty - Ribelli per la libertà, Game of Silence
- Riccardo Scarafoni in The Walking Dead, Law & Order: Organized Crime
- Simone D'Andrea in Tell Me a Story, Big Sky
- Alberto Caneva in North Shore
- Corrado Conforti in CSI - Scena del crimine
- Andrea Ward in Black Snake Moan
- Fabrizio De Flaviis in Cold Case - Delitti irrisolti
- Enrico Pallini in True Blood
- Stefano Crescentini in Road to Paloma
- Giorgio Borghetti in Lethal Weapon
- Andrea Lavagnino in Frontiera
- Dario Oppido in Prodigal Son
- Fabio Boccanera in Billions
- Alessandro Budroni in Sweet Girl
- Manlio Dovi' in The Godfather of Harlem
- Andrea Lavagnino in FBI: Most Wanted